# Chaos & Colour
Chaos & Colour è il ventiseiesimo album in studio del gruppo musicale rock britannico Uriah Heep pubblicato nel 2023.

## Tracce
1. Save Me Tonight – 3:30
2. Silver Sunlight – 4:31
3. Hail The Sunrise – 4:23
4. Age Of Changes – 5:50
5. Hurricane – 4:50
6. One Nation, One Sun – 7:36
7. Golden Light – 5:09
8. You'll Never Be Alone – 7:58
9. Fly Like An Eagle – 3:49
10. Freedom To Be Free – 8:11

## Formazione
- Mick Box – chitarra, cori
- Davey Rimmer – basso, cori
- Phil Lanzon – tastiere, cori
- Bernie Shaw – voce solista
- Russell Gilbrook – batteria, cori